# Last Labyrinth (ゲーム)
『Last Labyrinth』（ラストラビリンス）は、PlayStation VR、HTC Vive、Oculus Quest、Windows Mixed Reality Headsetなどに対応したVR脱出アドベンチャーゲーム。車椅子に拘束された主人公が言葉の通じない少女・カティアと協力して謎を解き、館からの脱出を目指す。本作は2016年に開発され、2019年11月13日に発売された。その後、2020年11月26日には発売1周年を記念したパッケージ版と、サウンドトラックやストーリーブックなどを付与したコレクターズエディションが発売された。
本作は、アメリカの経済雑誌『フォーブス』にて2019年に販売されたVRゲームベスト50の一作に選ばれた。また、2017年に発足したサイト『The Gamer』の2019年のベストVRゲームの内1作に選ばれた。2023年3月22日には、VRヘッドセットがなくとも遊べる『Last Labyrinth -Lucidity Lost-』としてモニターモードが実装された。

## システム
本作ではプレイヤーは車椅子に括りつけられた、身体の動かせない状態で進められる。謎解きの前の段階でプレイヤーたちのいる部屋は灯りのない状態で、レーザーポインターで電気スタンド指すとカティアが明かりを灯すところから始まる。謎解きに協力する少女カティアは言葉が通じないため、プレイヤーはレーザーポインターと首を振る仕草を通して操作の指示を出す。プレイヤーの手首には鈴が付けられており、それを鳴らすとカティアが寄ってくる。部屋には謎解きが存在し、プレイヤーによる指示が正しければ、謎が解けて次の部屋に進める。しかし、失敗するとカティア、およびプレイヤーの死に直結する。これは失敗したことをプレイヤーに明示するために設定されたものだったが、結果としてゲームそのものが怖くなったと、ディレクター兼プロデューサーの髙橋宏典は述べている。失敗時の表現、あるいは処刑の内容については、キャラクターが罠に嵌る様子を描いたものとなっている。直接的なスプラッター表現こそないものの、キャラクターの致命傷は避けられない。
部屋は14つあり、処刑方法は各部屋ごとに異なる。死亡するとやり直しをスケッチブックを模したメニュー画面から選ぶこととなる。部屋によっては次に入る部屋を複数の中から選択することもあるため、選択肢のある部屋の後でゲームオーバーになった場合、選択肢を変更することもできる。罠の種類はギロチンによる斬首や回転する刃で切り刻まれるものなどスプラッタの要素も含むものもある。ただし、出血や人体損壊にあたる表現は制作していない。一方で一瞬で命を奪うものに限らず、徐々に死に至らしめる描写も存在する。髙橋によると、ジャンプスケアが苦手な自身の意向もあり、驚かせる演出ではなく段階的に何が起きるかプレイヤーに分かるように演出している。プレイヤーの失敗により登場人物が死ぬことから、2020年の『MoguLive』ではホラーゲームとも称されている。この区分に関して髙橋はホラーゲームではないと否定しつつも、ホラーゲームでもいいとの考えを語っている。髙橋は本作の本質はあくまでカティアとのコミュニケーションにあり、その観点では過去に髙橋が携わった『どこでもいっしょ』と本作は姉妹作であると述べている。また本質ではないとしつつも、『Sam & Max Hit the Road』や『Full Throttle』など、往年のポイント・アンド・クリックのアドベンチャーゲームの影響を受けたとも述べている。他には『クロックタワー』の影響も髙橋は認めている。
謎解きゲームでは最初に簡単な謎を用意して次にその応用を用意することが多い。しかし、本作では部屋ごとに異なる謎解きを体験してほしいという意図から、部屋ごとに異なる種類の謎解きが用意されている。またプレイヤーがカティアとの謎解きを体験してほしいという狙いから、ヒントが作中で用意されていない。そのかわり、謎そのものは総当たりすればヒントがなくとも解けると髙橋は述べている。いくつかの謎を解くと館から脱出できるが、シナリオがパラレルワールドとなっているため、スタート地点に戻され別の部屋の攻略に挑むこととなる。また作中では、カティアと主人公が館にいる理由などは分からないままとなっている。本作はマルチエンディングを採用しており、全部で8つ＋αのエンディングが存在する。ただし、いずれのエンディングにも文字や言葉による情報はないため、プレイヤーに物語を想像してほしいと髙橋は述べている。
本作はミニ将棋「どうぶつしょうぎ」とのコラボレーションとして、作中にどうぶつしょうぎが採用されている。ただし前述の通りプレイヤーは将棋を指すことができないため、レーザーポインターで指示を出し、対局するキャラクターが駒を動かす。

## 登場人物
主人公
車椅子に拘束された状態のプレイヤー。手元のスイッチを押すことで頭部のレーザーポインターが照射される。
カティア
声 - ステファニー・ヨーステン
プレイヤーと共に館からの脱出を試みる少女。作中で名前が登場することはない。
ファントム
館に現れる、正体不明の仮面をつけた人物。

## 音楽
本作の主題歌「Last Labyrinth」は菊田裕樹が作曲し、ヨーステンが歌唱している。この主題歌は架空の言語で歌われており、発音にはヨーステンの母国語であるオランダ語の音の雰囲気を加えられた。人選は架空の言語に日本語にない音が入っているようにするため日本人以外を選ぶこととなり、過去に髙橋と面識のあったヨーステンが選ばれた。言語のイントネーションはヨーステンの裁量で決められた。ヨーステンは創作言語ゆえに歌詞の暗記が課題だったと述べ、髙橋は歌詞についてゲームに関連したものではあると述べたものの、内容に関しては非公開としている。菊田は架空の言語で制作することについて驚いたと振り返っている。このメインテーマは2019年11月29日に配信限定でリリースされた。
菊田への依頼は髙橋が『双界儀』など菊田の作品のファンだったことによる。2018年9月4日にダイレクトメールで菊田にオファーを出したところ、菊田が関心を持ったため一週間後に打ち合わせすることが決まった。髙橋の菊田への依頼は、テーマ曲の制作とボーカルの入るものにすることだけだった。またこの時コンセプトを、“どこかでみたことがあるが、どこでもない世界”と説明された。最初の打ち合わせの際に菊田の中で楽曲のイメージが作られ、その翌週には楽曲のラフのサウンドファイルが送付されたと髙橋は振り返っている。このデモンストレーション版はデジタル・オーディオ・ワークステーション（DAW）にてデータ入力されており、サウンドトラックに収録されている。元々はテーマ曲マキシシングルCDとして限定版に収録される予定だったが、2020年11月19日にオリジナルサウンドトラックに変更された。
| #  | タイトル                                             | 作詞                | 作曲           | 編曲                       | 時間 |
| -- | ---------------------------------------------------- | ------------------- | -------------- | -------------------------- | ---- |
| 1. | 「Last Labyrinth-Main Theme」                        | Hiromichi Takahashi | Hiroki Kikuta  |                            | 4:04 |
| 2. | 「Jingle 1(First Encounter)」                        |                     | Takuya Hanaoka |                            | 0:10 |
| 3. | 「Last Labyrinth(Bossa Lounge Floating Petals Mix)」 |                     |                | Kaori Nakabai from Berens  | 3:45 |
| 4. | 「Jingle 2(Solution)」                               |                     | Hiroki Kikuta  | Takuya Hanaoka             | 0:08 |
| 5. | 「Last Labyrinth(Tetsuju-kaika Arrangement)」        |                     |                | Takuya Hanaoka from Berens | 3:47 |
| 6. | 「Jingle 3(Toy Piano)」                              |                     | Hiroki Kikuta  | Takuya Hanaoka             | 0:20 |
| 7. | 「Last Labyrinth(Demo Version)」                     |                     | Hiroki Kikuta  | Hiroki Kikuta              | 3:31 |
| 8. | 「Last Labyrinth(Katia's Humming)」                  | Hiromichi Takahashi | Hiroki Kikuta  |                            | 2:15 |

## 開発

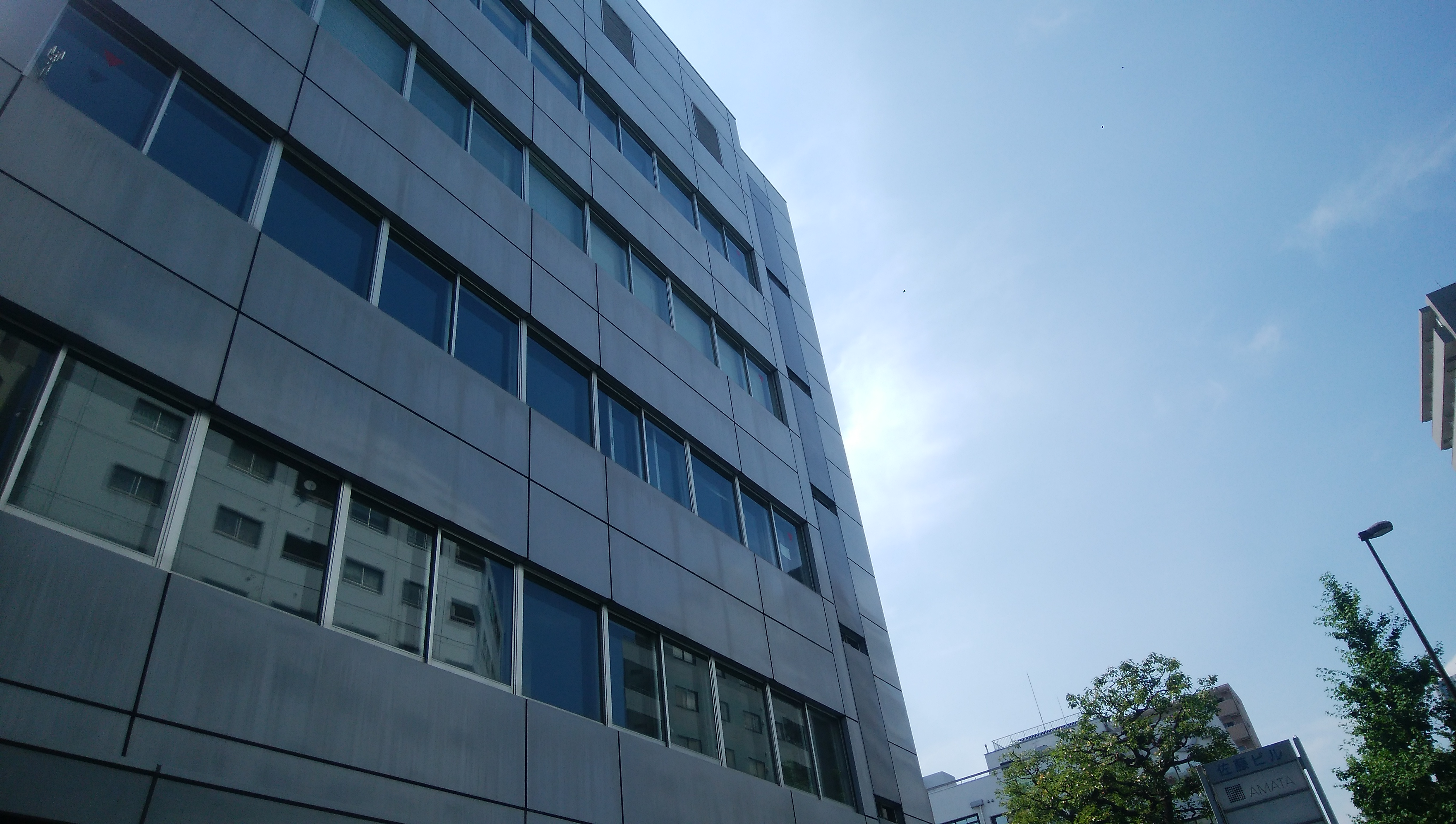
あまたの所在する佐藤ビル(2021年7月撮影)。

本作は2008年の起業からモバイルゲームでの開発ノウハウを蓄積してきたあまたが、ハイエンド商品の制作に取り組む一環で開発された。最初の企画は2015年の秋に立てられ、2016年の東京ゲームショウにて初公開された。
ハイエンドの制作で髙橋が関心を持っていた技術であるVRで本作の制作が始まった。髙橋は経営面においてデベロッパーとして技術面をアピールする機会を作りたいという考えと、クリエイターとして新しいデバイスを用いた表現の制作に挑戦したいという考えを述べている。またVRの制作では2画面分のレンダリングのためにフレームレートを維持できるよう、高度なチューニングが必要なことから、技術力の証明になると髙橋は考えた。Facebook Reality Labsコンテンツエコシステムディレクターのクリス・プルエットは、髙橋をVRに適正を持つ開発者として声を掛けたと、2021年のファミ通のインタビューで述べている。参加スタッフは、かつてソニー・インタラクティブエンタテインメントに所属していた人物が多い。
本作はVR初心者や謎解きを好むプレイヤーに向けて作られた。髙橋はハイエンドな商品を作るだけでなく、独自の体験をユーザーに提供したいと考えていた。髙橋は自身の好みにプレイヤーがプレイヤーのまま体感し、それにパートナーとなるキャラクターが付随するゲームがあると述べ、その中で仮想のキャラクターとのコミュニケーションをVRモジュールを用いて描くことが最初のコンセプトとして存在した。そのため開発初期では主人公は電動車椅子で自由に動けることが想定されたが、その分カティアとのコミュニケーションという要素が弱くなることや、自分が動けないことのもどかしさによってカティアとの関係性を強めることができるという観点から、移動さえカティアに依存する形になった。また、アニメーションを活用する観点から人型のキャラクターと協力して謎解きを行う形となった。当初はカティアが7つ道具を用いてプレイヤーと脱出するゲームだった。ただ死の要素が加わったことにより、現在の形に落ち着いたとされる。元々は髙橋とキャラクターアーティストの田中達麻の2名で制作が進められた。東京ゲームショウで初公開された2016年は、VR元年と呼ばれる、VRゲームが盛り上がりを見せた年でもあった。当時はどういった形でアウトプットするかは決まっておらず、またプレイにはフットペダルを用いるものだった。また2016年当時は、VRゲームの市場が立ち上がるところだったため、操作を単純化して没入へのハードルを下げる意図があった。本作は髙橋によると、できることを減らして作られたゲームの中でも顕著だった。

### アニメーション
日本の小規模なゲームスタジオで現実に存在するようなモデルを制作するには、予算や期間が不足していた。そこで本作は、アニメーションを担当した福山敦子の手法を活かしたものにすることとなった。その際最初にアニメーションを手で制作してから、足りない部分をモーションキャプチャーで補う方法が用いられた。これとカティアとのコミュニケーションによってカティアを生き生きと表現でき、またカティアが死亡した際の表現がプレイヤーにとってショッキングなものになったと髙橋は述べている。カティアの動作について、言葉を用いずにヒトとコミュニケーションを取るネコをイメージしたと福山は語っている。また、福山自身が『ICO』や『ワンダと巨像』に影響を受けたとも述べている。
制作は福山がエンジニアとブレインストーミングで出したアイデアを仕様書に落とし込み、エンジニアチームの実装を受けてアニメーションで最終調整をするという流れを繰り返して進められていた。Mayaのブレンドツリーでアニメーションの素材を制作し、キャラクターの移動はUnityのナビメッシュを利用した。最終的にはshort Locomotionを利用したものとなったが、キャラクター動きはそのままで回転と移動をプログラムで制御する形で進められた。モーションキャプチャーではIKINEMA Orionを利用した。これは元々HTC Viveを所持していたことと手軽なキャプチャーが取れることに加え、キャラクターの移動距離が記録されることが理由に挙げられている。
コンピュータグラフィックスでアニメーターがキャラクターを動作させる仕組みとしては、テクニカルアーティストのアレクシス・ブロードヘッドによるとリギングとなっている。その際に各クリエイターが自身が使いやすいカスタマイズができるようにスイッチング機能と、シームレスな制作を可能にするためマッチングツールを制作した。

### キャラクターデザイン
カティアについてはプレイヤーより非力で守るべき存在として描かれており、家庭用VR機器の推奨年齢が12歳程度であることを意識して考案された。カティアがプレイヤーの指示によって死の危機に瀕することで、プレイヤーの罪悪感や喪失感といった感情を喚起することや、もどかしさを感じさせることを目的としている。東京ゲームショウでのプロトタイプを提示するためにキャラクターデザインを社内で決めた際、存在感を出すために田中が3Dからキャラクターを作っていた。元々のモデルは緑色の髪に白い服だった。これは日本のゲームタイトルだと一目で判別がつくように、日本のアニメで見られるような風貌にしたと説明されている。髙橋がピンクのブーツを履かせようとしたところ、チーム内で髪とブーツの色の組み合わせが不評だったため、バランスを取るためにリボンを付けるなどの変更を行った。これらの色の組み合わせによって、カティアをアイコンで認識できるようにデザインされた。プロポーションはVR独自の課題として、モニターとVRで見え方が異なる課題があった。そのためある程度アニメ的なキャラクターデザインを意識したものの、細すぎることによる違和感をなくすためにモニターとヘッドセットの見え方を確認し、調整を重ねた。またプレイヤーとのアイコンタクトのタイミングや表情を伺うところ、微笑みなどによって、カティアがプレイヤーに愛着を持ってもらえるように努めたと髙橋は述べている。
ファントムについては、館に似合う謎の人物をイメージして作られた。また、どうぶつしょうぎでファントムが苛立つ動作などに力が入れられている。ファントムは負傷したような動作をするが、これは自身の身体を使いこなせていないためだと説明されている。一方で、怖さに力を入れたキャラクターのつもりはなかったと、キャラクターアーティストのキミア・タバリは説明している。

### 演出
VRの性質上、プレイヤーの主観という制約がある。そのため、カメラワークとカット割りが使えず、逆に効果音とライティングは有効だった。またBGMとジャンプスケアは使いどころを考える必要はあるものの、タイミングや誘導によって使えることが分かったと述べている。そこで本作での恐怖演出は、ゲームデザインでの下準備と既知の恐怖演出と逆の演出を利用する2つのアプローチを行った。前者は没入感の獲得のためのシンプルな操作性と、視点誘導を目的として身体を動かせる範囲の制限を付与し、これによって3D酔いも発生しづらくなったとしている。1500人にVR機器を被せてもプレイ後の不快感を訴える人が居なかったことを髙橋は述べている。また部屋のレイアウトの中で重要なものは正面140度、中でも重要なものや演出は正面100度の中に収めることによって、プレイヤーの視点誘導を行った。後者はプレイヤーの感情移入を意識したものとなっている。前述の制限からジャンプスケアとBGMも利用しない方向となり、死ぬまでのギミックを見せることによってプレイヤーに緊張感を失わなせず、想像力を刺激するものを意識して制作した。そのためカティアが本当に死亡したか分からない表現となっており、プレイヤーの死も直前でブラックアウトする形を取っている。同じ理由で、キャラクターが死亡するギミックのうち、頭部に鋭利なものが刺さるなどの人体損壊があるものは候補から外された。一方で、錯覚を理由に元々Oculusのレーティングが16歳以上推奨の“16+”だったものが、途中から18歳以上推奨の“18+”に変更された。
体格の大きいファントムが小さなカティアに対して行う仕打ちは、制作したブロードヘッドが複雑な思いではあったものの、プレイヤーが恐怖するように尽力したと述べている。福山はカティアを役者として捉えていたため、カティアが悲惨な目に遭うことについて、プレイヤーが悲惨さを感じるように制作したと述べている。

### ギミック
謎解きは全員で考えるとしつつもレベルデザイナーが中心となり、最後は髙橋の判断によって使用するか否かが決められた。企画段階では良さそうな罠が実際に作ってみると思っていたものと違ったり、レベルデザイナーが罠やパズルを中心に考えてしまったため、部屋のレイアウトを考えていないことが多かった。またプレイヤーやカティアの死に方については全員でアイデアを出したが、自分が体験してみたい死に方という観点でアイデアが出された。罠と謎解きは必ずどちらかから先に作られるわけではなかった。髙橋はアイデアのために個人でリアル脱出ゲームに参加したが、リアル脱出ゲームでは謎の中に記号を用いることが多いため、チームでは参加しなかったと述べている。アイデアの抽出の中では、最初に処理が重くなる透明な水を用いるものが没になり、生物を用いたものでも同じ理由で除外されたものがあった。レベルデザイナーである2人から出た案が堅実で採用率が高かったと、リードエンバイロメントアーティストの草場美智子は後に振り返っている。

### 効果音
効果音を制作した花岡拓也によると、環境音は仕掛けの材質や機構などを理解したうえで制作された。罠の音の中にはジュースミキサーや、掃除機などの電化製品の音を加工したもの、歯科医の使用するドリルもあった。またゲームとして人の嫌がる音を作る必要があるため花岡は音楽家としてせめぎあいがあったと述べ、また不協和音を作るよう髙橋から要望が上がった。基本的には素材集から効果音を使用したが、木馬は花岡の自宅で録音された。

### キャラクターAI
本作でプレイヤーをサポートするカティアの動作は、あくまでプレイヤーの操作の邪魔にならない程度のものにする必要があった。そのためカティアの自発的な行動は隠しパラメータとして、3Dのオブジェクトに対する興味度合いを各オブジェクトに設定し、それが規定値を上回るとカティアが行動するようにするものに留めた。

## 販売
2019年1月24日には開発元のあまたによるプロモーション費用調達を目的としたクラウドファンディングがKickstarterにて行われた。このクラウドファンディングは同年3月15日に最初の目標金額である200万円を達成し、最終的には249万7655円が集められた。また海外へのプロモーションも目的として実施された。このキャンペーンのバッカーのうち4割は海外からのものだった。
本作は元々2019年の春の発売を予定していたが、品質向上のため2019年3月13日に2019年の夏に発売予定を変更した。その後、2019年6月20日に2019年秋の発売に延期が発表された。また本作は2019年11月3日に開催された「PlayStation®祭 SAPPORO 2019」にて試遊の対象とされた。メディア・MoguLiveの調査によると2019年11月第2週のSteam VRゲーム・アプリセールスランキングで一位を獲得した。2019年12月1日には東京都内でファンミーティングが開催された。2020年11月26日にPlayStation 4パッケージ版の発売が決定したことにより、同年9月4日から30日にかけてパッケージ版の通常版および限定版を1点ずつ頒布、オリジナルポスターの頒布が行われた。海外版のコレクターズエディションではメイキング映像やアートブックなど日本版とは異なる付録が付与された。2020年6月には、KickstarterのリワードとしてQ&A配信が行われた。
2020年9月1日から10月31日にかけて、VR機器のレンタル・中古品販売・買取サービスを手掛けるアストネスはあまたと提携した。コラボキャンペーンとしてアストネスでVR機器をレンタルすると本作特別仕様のゴーグルが借りられるキャンペーンを行った。2020年11月29日、あまたは「デジゲー博2020」で本作を出展した。また公式オンラインストアでアクリルキーホルダーやTシャツなどの販売を開始した。
国内へのプロモーションは、バップの出資により制作委員会を立ち上げることで行われた。本作は販売戦略として熱心なファンを作ることに力を入れたと、2020年9月3日にオンラインで開催されたゲーム開発者向けカンファレンス「コンピュータエンターテインメントデベロッパーズカンファレンス2020」（CEDEC2020）にて説明された。本作は宣伝に割ける費用が限られていたことから、プレスリリースの送付やライターに本作を体験してもらうことに力を入れた。またイベントでのアワードの獲得を目指したことや、イベント出展で自動的にノミネートしたことになり、後に受賞を知ることになったとも語っている。こうして獲得したアワードを公式サイトやチラシなどに掲載し、ゲームの品質をプレイヤーにアピールすることができた。また出展するイベントは規模を問わず、最小のコストで出展する方法を選んだ。この結果、本作の体験者数は1500名を超えた。他にも「アンバサダープログラム」と称し、バーチャルYouTuberを中心に実況プレイを行うプレイヤーによる情報の普及に努めた。また髙橋は2019年1月14日から2月6日まで応募者を募り、当選者にポケットマネーからPlayStation VRを購入・配布した。
海外向けのプロモーションは元々外部企業への委託を予定していたが、最終的にはあまたですべて実施することとなった。海外向けプロモーションはオンライン上でできるものを中心に実施した。プロモーションとリリースはあらかじめ日本語版と英語版を作ったほか、すべてのプレスキットを集約したページを制作することで、効率化を図った。また個別にプレスリリースを送付することもあったものの、基本的には「Gamasutra Resource Center」というリリース配信用のサイトに登録して取り上げられるのを待つ方法を採った。また海外のゲーム実況者に向けて「Keymailer」というゲーム実況者を検索してキーを送付できるツールを利用した。またゲーム内の翻訳はキャラクターの台詞を架空の言語としてしまうことでローカライズを省いた。リリース半年前から3か月前はローカライズ、プラットフォームへの登録書類準備と登録、レーティング審査の3つを実施した。2か月前からはマスターの準備とその提出、ならびにストア側のQAが必要となった。
発売時の価格は日本円では3,980円から4,350円でストアごとに異なり、日本国外では40ドルとなっている。2020年8月5日には2,980円から3,278円と価格が下げられた。

## 評価と反響
少女を連れて脱出するというコンセプトから、本作は『ICO』との類似性に触れて説明されることもある。プレイしたライターの蚩尤は際に遊んだ際の実感としては異なるものだったと評し、『MYST』との類似性を感じたと述べている。髙橋は日本国外で“ICO meets SAW (or CUBE)”と評されていたことに触れている。本作は失敗の過程でプレイヤーのみならずカティアが死んでしまうことから、気軽なトライアルアンドエラーが難しいと蚩尤は評している。ライターのシェループは本作を昨今珍しいゲームでのミスをプレイヤーに重く感じさせる作品と評している。またカティアと自身の命がかかっているため、プレイヤーが謎解きに尽力せざるを得ないとの考えを述べている。Pittはカティアのためにパズルを解こうとする点は他の作品にはなかった特徴だと述べている。一方で髙橋は日本市場で髙橋が思っていたよりもプレイヤーがカティアに対して感情移入してしまい、最初の1、2面以降プレイができなかった層がいたことに触れている。その一方でカティアがあまりに死ぬ回数が多くなることから、プレイヤーがカティアの死に慣れてしまうことをライターのGabriel Mossは指摘している。パノラプロ代表取締役の広田稔は、本作のレビューにてネットへの投稿を想定するならばカティアの死に対する他のキャラクターの反応が気になるとして、第三者視点があればよかったと評している。
本作は『ICO』や『ワンダと巨像』の制作者が関わっていたため、同タイトルを挙げたレビューがいくつか存在する。ライターのDoc Nealeは過去作品のファンであるため本作への酷評が楽しいものではないとしつつも、Questでの最悪の体験で、VRの使い方を間違っていると述べている。ライターのMark Steighnerは『ICO』や『ワンダと巨像』と比較すると本作は酷い作品だと述べ、本当に前述のクリエイターが関わっているとは思えないと述べている。ライターのAntonello "Kirito" Belloは『ICO』や『ワンダと巨像』の制作に携わった上田文人の過去の同僚が携わった作品として関心を持ち、上田が制作した『人喰いの大鷲トリコ』ほどの完成度はないものの、複雑なパズルによって全体的に楽しめる作品と評している。その一方で本作は既存のゲームの断片的な要素を持っているものの、ピンポイントで特定のゲームに近いと表現できないと、アストネスの店長は述べている。
ハード面での利点として、酔いにくいことや、座ったまま遊べることが挙げられている。一方でライターの馬淵寛昭は、カティアとのやり取りで首を振る必要があるため、首への負担を調整する方法が欲しいと述べている。また馬淵はVIVEコントローラーの場合は振動のオンオフが選択できるようにしてほしいとも述べている。ライターのKyle Durantはレーザーポインターの誤作動が煩わしかったと述べている。ライターのRob PittはDUALSHOCK操作時の動作が移動か×ボタンのみで、簡単だったと述べている。ライターのBartosz Kwidzińskiは、本作はPlayStation Moveを2本使用することもできるが、不要と評している。
“ゲーム”のルールに関して、本作はあまりに説明が足りないとSteighnerは指摘している。馬淵はパズルの難易度が途中から急に上がるため、一度攻略に詰まると停滞しやすいと述べた。シェループはどうぶつしょうぎがシナリオの重要な個所で存在し、ルール説明もないため、できないプレイヤーへの救済措置がないと指摘している。Belloはどうぶつしょうぎでルールを知らない日本国外の人間には相当の失敗を要したと述べている。ライターのJason Flickは本作で最も手こずった箇所にどうぶつしょうぎのルールの理解を挙げている。Kwidzińskiは問題によっては等式を書く必要があったと述べている。ライターのAzario Lopezはゲームが進み難易度が上がるに連れ、不安感がフラストレーションに変わっていったと述べている。
プレイヤーは逐一カティアによる動作の補助が必要なため、ゲームのテンポが悪くなることがNealeに指摘されている。Nealeによると、このじれったさはカティアの動作が遅くて不自然なことや、彼女の経路探索が洗練されていないことも影響している。本作はムービーのスキップ機能が付与されているが、NealeやPittはないものと認識しており、Pittは待たされるのに苛々したと述べている。髙橋はこの点についてVRは3次元で連続した出来事を見せることが一つの特徴でもあるため、スキップすると興ざめとなってしまうことや、プレイヤーを飽きさせないような工夫が必要だと述べている。また周回プレイを前提としているため、回答が分かっている謎解きを複数回行わなくてはならないことが『ファミ通』で言及されている。物語の構造上、複雑な手順を踏む必要のある仕掛けほど繰り返さなくてはならないのはやりすぎだとシェループは指摘している。またシナリオ上カティアが必ずひどい目に遭う個所が存在し、完全な攻略を目指すにはその個所を周回する必要がある点についても言及している。Lopezは、カティアが謎解きそのものを助けてくれるわけではないと言及している。
本作はVRであるにもかかわらずメニューや表現にPlayStation 2（PS2）の名残があるとNealeは述べ、Steighnerは色味やカティアの緩慢な動作にPS2らしさを感じたとしている。Belloは暗くて不思議な雰囲気の部屋は脱出する部屋としてゲームに合っており、プレイヤーに緊張感を与えると評している。髙橋はアメリカのPlayStationのYouTubeチャンネルでトレーラーが出された際にPS2時代のホラーゲームとの類似性を指摘するコメントがあったことに触れ、自身がその世代のクリエイターであることを認識しつつも、複雑な心境だと述べている。グラフィックに関してNealeは質が低い、Steighnerは平均以下と評している。ライターのJohn Shoupは2000年代のゲームと変わらないレベルとして失望感を示している。ライターのTodd EgglestonはVRゲームでもグラフィックが追い付いてきていることと、アニメ調のデザインがカティアの話し方などがマンネリズムとマッチしていると述べている。BelloやPittは最低限以外の音楽を排したことが、作品にマッチしていたと述べている。Steighnerはサウンドデザインや声、音楽を評価しているが、それらは長時間のプレイで疲弊してしまう故に、カティアの生き生きとした動作と同様に印象に残らないと述べている。Flickは暗くて集中できる環境での音響を評価している。Kwidzińskiはアニメーションが滑らかで自然だと評している。Flickは雰囲気の他キャラクターの作り込みを評価しており、特に複数の言語を扱えるヨーステンの演技がカティアの話す架空の言語を作り上げていると述べている。Nealeはカティアのキャラクターデザインを際立ったデザインではないと評している。カティアの話す言語についてShoupは初めに日本語のように感じたと述べており、Steighnerはカティアは漠然と日本語のような言語を話していると述べている。値段については複数のレビューで、高額すぎると評されている。
髙橋は日本国外の評価では、アメリカよりヨーロッパの方が反響が大きかったともしている。2020年12月時点でVRによる制作は続けるものの、続編については考えていないと髙橋は語っている。

### 受賞
| \| 日付 \| 賞 \| 部門 \| 候補 \| 結果 \| 出典 \| \| -------------- \| -------------------------------------------------- \| --------------------------- \| -------------- \| -------------- \| ---- \| \| 2016年9月17日 \| 東京ゲームショウ2016 メディアアワード 4Gamer.net \| インディーズ部門 \| Last Labyrinth \| ノミネート \| [79] \| \| 2017年3月23日 \| Laval Virtual Awards 2017 \| Best VR/AR Contents \| Last Labyrinth \| 受賞 \| [80] \| \| 2019年6月12日 \| BitSummit 7 Spirits Indie Games + \| Top 10 Games \| Last Labyrinth \| 受賞 \| [81] \| \| 2019年8月 \| VR CREATIVE AWARD 2019 \| \| Last Labyrinth \| ファイナリスト \| [82] \| \| 2019年11月14日 \| 厦門国際アニメマンガフェスティバルゲームコンテスト \| 最優秀ゲームアート賞 \| Last Labyrinth \| 受賞 \| [83] \| \| 2020年1月 \| GameMove Awards 2019 \| Best Sound Design \| Last Labyrinth \| ノミネート \| [84] \| \| 2020年1月 \| DreamlandXR 2020 Award \| Best Game for Tethered HMD \| Last Labyrinth \| 受賞 \| [84] \| \| 2020年5月 \| The WebbyAwards 2020 \| Games, Best User Experience \| Last Labyrinth \| ノミネート \| [85] \| |                                                    |                             |                |                |        |
| 日付 | 賞                                                 | 部門                        | 候補           | 結果           | 出典   |
| 2016年9月17日 | 東京ゲームショウ2016 メディアアワード 4Gamer.net   | インディーズ部門            | Last Labyrinth | ノミネート     | [ 79 ] |
| 2017年3月23日 | Laval Virtual Awards 2017                          | Best VR/AR Contents         | Last Labyrinth | 受賞           | [ 80 ] |
| 2019年6月12日 | BitSummit 7 Spirits Indie Games +                  | Top 10 Games                | Last Labyrinth | 受賞           | [ 81 ] |
| 2019年8月 | VR CREATIVE AWARD 2019                             |                             | Last Labyrinth | ファイナリスト | [ 82 ] |
| 2019年11月14日 | 厦門国際アニメマンガフェスティバルゲームコンテスト | 最優秀ゲームアート賞        | Last Labyrinth | 受賞           | [ 83 ] |
| 2020年1月 | GameMove Awards 2019                               | Best Sound Design           | Last Labyrinth | ノミネート     | [ 84 ] |
| 2020年1月 | DreamlandXR 2020 Award                             | Best Game for Tethered HMD  | Last Labyrinth | 受賞           | [ 84 ] |
| 2020年5月 | The WebbyAwards 2020                               | Games, Best User Experience | Last Labyrinth | ノミネート     | [ 85 ] |